# Mariene ecoregio Noordelijke Grand Banks-Zuidelijk Labrador
De Mariene ecoregio Noordelijke Grand Banks-Zuidelijk Labrador (5) (Engels: Northern Grand Banks–Southern Labrador marine ecoregion) is een biogeografische regio en ligt in het noordwesten van de Atlantische Oceaan in het Marien rijk Arctica. De mariene ecoregio is vastgesteld door het World Wide Fund for Nature en The Nature Conservancy en is vernoemd naar de Grand Banks van Newfoundland en het schiereiland Labrador.
In het noordwesten grenst het gebied aan de mariene ecoregio Noordelijk Labrador (6), in het zuiden aan de mariene ecoregio Zuidelijke Grand Banks-Zuidelijk Newfoundland (38) en in het westen aan de mariene ecoregio Saint Lawrencebaai-Oostelijk Scotiaplat (37).

## Geografie
De mariene ecoregio ligt in het noordwesten van de Atlantische Oceaan voor de oostkust van Canada met de provincie Newfoundland en Labrador. Het gebied strekt zich uit van Hopedale Airport tot aan Cape Onion bij Cook's Harbour in de Straat van Belle Isle en tot aan St. Bride's op het schiereiland Avalon van Newfoundland en omvat onder andere Lake Melville. Het noordelijkste deel ligt in de Labradorzee.
Door het gebied stroomt de Labradorstroom.

## Biogeografie
Het gebied kent zeeleven dat houdt van arctische temperaturen.